# Hafen Daressalam

Der Hafen Daressalam zur deutschen Kolonialzeit

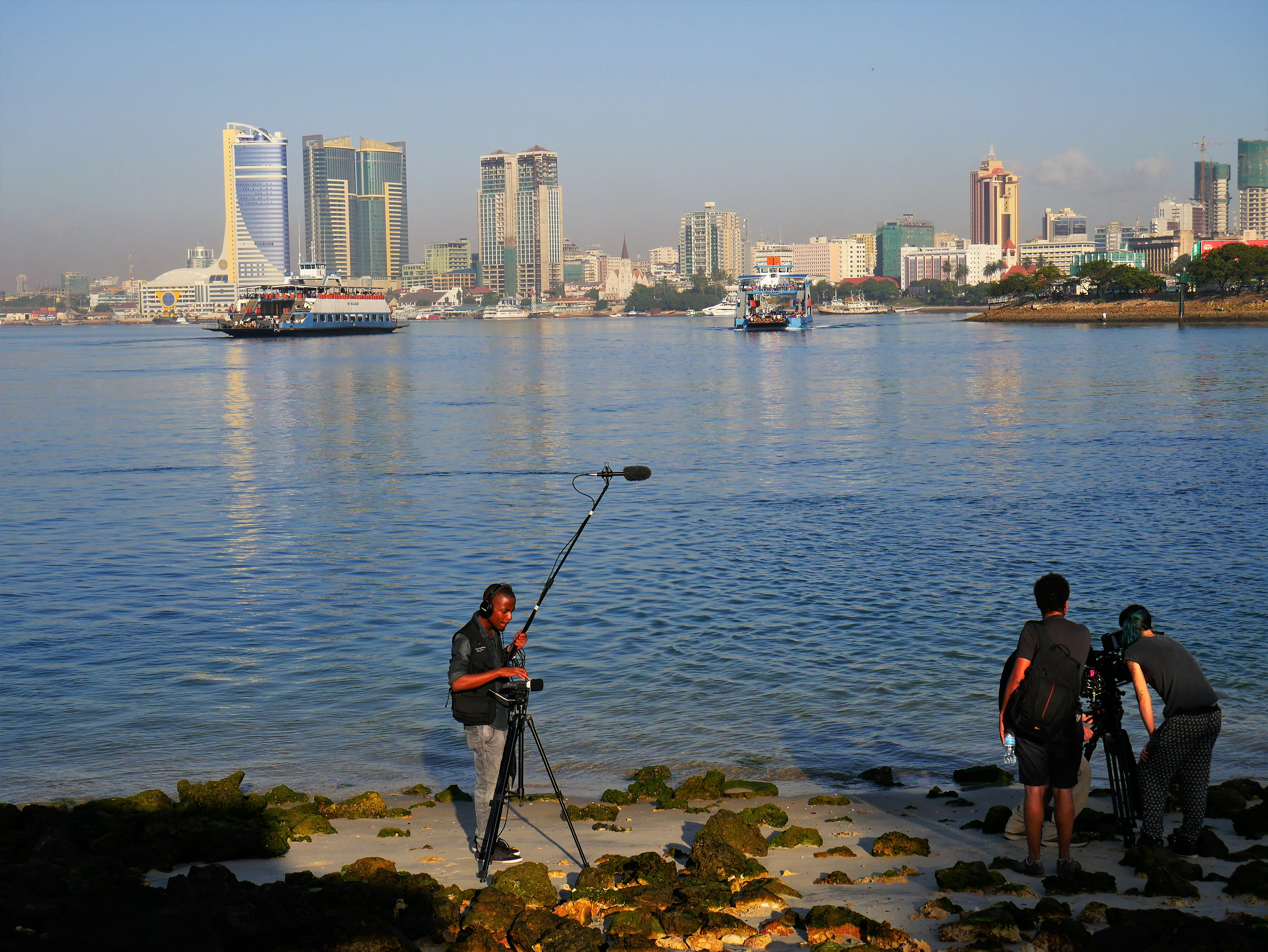
Das Hafenbecken mit zwei Fähren von und nach Sansibar nahe der Anlegestelle mit Hochhäusern der Stadt (Oktober 2017)

Der Hafen Daressalam (englisch Port of Dar es Salaam oder Dar es Salaam Port) ist ein staatlich verwalteter Seehafen in Tansania am Indischen Ozean.
Er nimmt für den Güterumschlag von und nach Tansania eine bedeutende Stellung ein, ist eine der größten Anlagen an der Ostküste Afrikas und der größte Stückguthafen des Landes. Neben Tansania nutzen hauptsächlich die afrikanischen Binnenstaaten Malawi, Sambia, Demokratische Republik Kongo, Burundi, Ruanda und Uganda die hier vorhandenen Verladekapazitäten. Dabei wird ein sehr hoher Anteil ihres jeweiligen Außenhandels umgeschlagen. Aus diesem Grund besitzt der Hafen für den Warenimport und -export Ost- und Zentralafrikas eine hohe wirtschaftliche und politische Bedeutung. Verwalter und Betreiber großer Teile des Hafens ist die 2005 geschaffene Tansanische Hafenbehörde (Tanzania Ports Authority) auf der Basis des tansanischen Hafengesetzes (Ports Act No. 17 of 2004).

## Lage
Die Hafenanlagen von Daressalam (Distrikt Temeke) befinden sich in einer natürlich begünstigten Lage. Der fast S-förmig gewundene Ästuar des Kizinga River und eines weiteren kleinen Zuflusses bietet dem Hafen Schutz vor dem freien Indischen Ozean. Die langgestreckten Kaianlagen verlaufen südlich des Stadtzentrums zwischen den Stadtteilen Stesheni und Kurasini. Die Einfahrt für Schiffe in den Ästuar ist eng.

## Geschichte
Als Hauptort der Kolonie Deutsch-Ostafrika wurde Daressalam zum Überseehafen ausgebaut. Das geräumige Becken bot mehreren großen Seeschiffen gleichzeitig Platz. Zum Be- und Entladen der Schiffe diente ein Kai, der mit weit vorgebauten, elektrisch betriebenen Krananlagen ausgerüstet war. Bei Niedrigwasser, das 3–4 Meter unterhalb des Hochwassers lag, herrschte am Kai eine Wassertiefe von 1–2 Metern. Zum Verkehr mit den Seeschiffen mussten daher Leichter verwendet werden, die eine Größe von 100 bis 200 Tonnen hatten. Am Kai selbst konnten nur bei Hochwasser kleine Schiffe festmachen. Von 1902 bis 1914 betrieb die Werft des Gouvernements im Hafen Daressalam ein Schwimmdock, dass kurz nach Beginn des Ersten Weltkrieges als Hafensperre versenkt wurde. Zur Seuchen- und Brandbekämpfung erhielt die Hafenbehörde 1906 das Desinfektions- und Feuerlöschboot Clayton-Fahrzeug A.

## Frachtgut
Über den Hafen Daressalam laufen Warenströme aller Art, die für die Versorgung des Landes und seiner Nachbarstaaten von grundsätzlicher und existenzieller Bedeutung sind. Tansanias Außenhandelsaufkommen wird hier zu 95 % abgewickelt.
Er besitzt eine Umschlagkapazität von 4,1 Millionen dwt Trockengut und 6,0 Millionen dwt Flüssiggut. Zugleich bildet der Hafen ein logistisches Kettenglied für die Exportwirtschaft der von ihm partizipierenden afrikanischen Staaten. Um den wachsenden Ansprüchen an den Warenumschlag besser gerecht zu werden, sind Erweiterungsüberlegungen angestellt worden, in deren Rahmen die dem bisherigen Hafenareal gegenüberliegenden Küstenbereiche im Ästuar in Betracht gezogen werden.

### Exportgüter
Als Exportgüter sind das:
- Kaffee und Tee, nach Europa, Japan, USA
- Baumwolle und andere Faserrohstoffe, nach Europa und Südostasien
- Cashewnüsse, nach Indien, Japan
- Sisalfasern, Garne und & Seilereiwaren, nach Europa, Indien und Pakistan
- Saatgut, nach Europa
- Tabak, nach Europa und USA
- Zucker, nach Europa
- Ölsaat und Erbsen, nach Indien
- Felle und Leder, nach Europa

Als Importgüter sind das:
- Maschinen, Chemikalien, Futtermittel, Düngemittel, Zuckerprodukte, Fahrzeuge, Ersatzteile, Papier, Rohöl, Erdölprodukte, Kunststoffe und Textilprodukte.
- Kupfer nach Europa, Japan, USA und Südostasien.

### Statistik
Die Statistik zeigt, dass deutlich mehr Waren ent- als beladen werden:
|                    | 2013   | 2014   | 2015   | 2016   | 2017   | 2018   | 2019   | 2020   |
| ------------------ | ------ | ------ | ------ | ------ | ------ | ------ | ------ | ------ |
| Anzahl Schiffe     | 1.298  | 1.600  | 1.617  | 1.684  | 1.688  | 1.744  | 1.516  | 1.407  |
| Entladung [1000 t] | 11.380 | 11.763 | 11.901 | 11.260 | 11.460 | 11.682 | 13.836 | 12.473 |
| Beladung [1000 t]  | 2.130  | 2.713  | 2.700  | 2.320  | 2.301  | 2.719  | 2.550  | 2.807  |

## Passagiere
Das Passagieraufkommen stieg bis 2019 kontinuierlich an, ging jedoch im COVID-Jahr 2020 stark zurück:

## Hafenanlagen
Es gibt im Hafen von Daressalam mehrere Terminals und Abfertigungsbereiche. Es können hier große Frachtschiffe anlegen. Es stehen 11 Tiefwasserliegeplätze zur Verfügung. Die Gesamtlänge der Kais beträgt 2000 Meter. Die größte Wassertiefe im Hafenbereich beträgt 10 Meter.
- Containerterminal (Container Terminal)

Die Firma Tanzania International Container Terminal Services Ltd. betreibt das Containerterminal im Hafen und das Containerlager im Stadtteil Ubungo. Dazu gehören drei Kais für Containerschiffe mit einer Gesamtlänge von 540 Metern. Hier können jährlich 250.000 TEU Containerfracht umgeschlagen werden. Das landesweit größte Containerterminal nimmt im Hafen eine Fläche von 18 Hektar in Anspruch und besitzt 12.000 Quadratmeter befestigte Fläche. Hauptanteilseigner ist Hutchison Port Holdings Limited (HPH) mit Sitz auf den Britischen Jungferninseln, eine Tochter des weltweit tätigen Unternehmens CK Hutchison Holdings Limited.
- Frachtterminal (Cargo Terminal)

Im Frachtterminal wird Stückgut verladen. Hier können Schiffe in 8 Tiefwasserbereichen anlanden und Ladungen von Massenstückgut löschen. Es stehen 8 Lagerhallen mit insgesamt 81.040 Quadratmetern Lagerfläche zur Verfügung. Jährlich können im Terminal 2,5 Millionen Tonnen Frachtgut umgeschlagen werden. 28 Portalkrane (5–7 Tonnen) und 27 weitere Krane (3–5 Tonnen) dienen den Logistikabläufen.
- Getreide-Terminal (Grain Terminal)

Das Getreideterminal ist für den Export und Import von Getreidesorten wie Mais, Reis und Weizen vorgesehen. Es verfügt über ein vollautomatisches Verladesystem mit Greif-/Saugbaggereinrichtungen. Ein Betonsilo kann insgesamt 30.000 Tonnen Fracht aufnehmen. Dieses besteht aus 24 Haupt- und 14 Zwischenbehältern. Mit einer Vergasungsanlage kann eingehendes und abgehendes Getreidegut zur Schädlingsbekämpfung behandelt werden. Die Hauptsilobereiche sind temperaturgesteuert und belüftet.
In einer Lagerhalle ist es möglich, weitere 1500 Tonnen Getreide in Bigbags zu lagern. 10 Transportfahrzeuge stehen hier für die Verladung zur Verfügung.
- Öl- und Flüssigmassengut-Terminal (Oil or Liquid Bulk Terminal)

Das etwas abseits gelegene Terminal für Öl und andere Flüssigmassengüter befindet sich in Sichtweite der Nyerere-Brücke, die den landwärtigen Bereich des Mündungstrichters vom Kizinga River überspannt.
- Passagier-Anlagen (Passenger Facilities)

Am „Malindi-Kai“ können Passagiere von und zu Küstenschiffen umsteigen.
- Verladezentren der Nutzerstaaten

Insbesondere sind hier die Frachtumschlagzentren von Malawi und Sambia zu nennen.
Von den Malawi Cargo Centres, zwei Frachtzentren unter Führung der malawischen Regierung, befinden sich je eines in Daressalam und in Mbeya. Der Schienentransport erfolgt über die Strecke der TAZARA im Dar-es-Salaam corridor. Im Cargo Centre Daressalam führt ein 35-Tonnen-Portalkran die Container-Verladung aus, das auch über einen eigenen Nebengleisanschluss verfügt. Ferner gibt es eine Lagerhalle sowie 12.000 Kubikmeter Dieseltanks und 7.700 Kubikmeter Benzintanks mit einem weiteren Gleisanschluss für dieses Tanklager.
Das Güterzentrum Zamcargo (Zamcargo Tanzania) wird von einem staatlichen Unternehmen Sambias betrieben. Es hat seinen Sitz in Mpendwa sowie in Daressalam und untersteht dem Ministry of Transport, Works, Supply and Communications in Lusaka.

## Verkehrsanbindungen

### Schienenverkehr
Mittels des Schienenverkehrs ist der Hafen Daressalam mit zwei Systemen erreichbar. Das sind die Streckennetze der Tanzania Railways Limited (TRL) und der Tanzania Zambia Railways Authority (TAZARA). Die Streckennetze haben eine unterschiedliche Spurweite und kommen nur an zwei Punkten zusammen, wo Güter jeweils in das andere Schienennetz umgeschlagen werden können. Diese Möglichkeit besteht in Daressalam und in Kidatu. Die direkte Eisenbahnverbindung besteht mit dem Streckennetz der TAZARA, wo von deren Güterbahnhof Yombo Station ein Stichgleis zum Hafengelände abzweigt. Das nationale Eisenbahnunternehmen TRL hat am internationalen Warentransitverkehr über den Hafen seit langer Zeit einen hohen Anteil. Die Gleisanbindung der TRL verläuft vom Güterbahnhof am Stadtteil Ilala, die Nyerere Road und die Bandari Street unterfahrend, zum Nordbereich des Hafens und zu den Anlagen des umgestalteten Bandari Terminals. Beiderseits dieser Stichstrecke haben sich zahlreiche Logistik- und Großhandelsunternehmen angesiedelt.
Der alte Hauptbahnhof wurde zum Bau des neuen Bahnhof Magufuli aufgelassen.
Der Güterverkehr auf dem Schienenweg mit dem Ziel Sambia wird auf der TAZARA-Strecke abgewickelt. Zwischen Tunduma und Nakonde überschreitet die Eisenbahnstrecke die tansanisch-sambische Grenze. Exportprodukte aus den Kupferbergbaugebieten in Sambia und der DRC gelangen überwiegend mit dem Schienengüterverkehr zum Hafen. China investiert in die Sanierung der veralteten Verkehrsinfrastruktur. Der Neubau eines neuen Großhafens in Bagamoyo wurde vereinbart, kam aber inzwischen in die Kritik.
Gütertransporte vom Hafen Daressalam auf dem Schienenweg nach Malawi werden bis zum 750 Kilometer entfernten Bahnhof Mbeya verbracht und dort auf LKW verladen, die die Fracht auf der Nationalstraße T10 zum Grenzübergang nach Malawi verbringen. Erst ab der Hauptstadt Lilongwe ist ein weiterer Schienentransport wieder möglich. In Mbeya verfügt das Malawi Cargo Centre über einen 35-Tonnen-Portalkran, einer Lagerhalle und ein Tanklager mit einer Kapazität von 2500 Kubikmetern, das ebenso einen gesonderten Gleisanschluss besitzt.
Die Frachtgüter zwischen Uganda und dem Hafen Daressalam gelangen vom Hafen der ugandischen Stadt Port Bell am Viktoriasee mittels einer Eisenbahnfährverbindung unter gemeinsamer Organisation der Tanzania Railways Limited und der Uganda Railways Corporation (URC) zum tansanischen Hafenort Mwanza am Südufer des Sees. Von hier verläuft die Meterspur-Strecke über den Eisenbahnknotenpunkt Tabora mit insgesamt 1229 Kilometern zum Hafen in Daressalam.
Für den schienengebundenen Frachtguttransport von und nach der Demokratischen Republik Kongo (DRC) und Burundi führt die Strecke der Central Line (Meterspur) von Daressalam über den Eisenbahnknotenpunkt Tabora nach Kigoma am Ostufer des Tanganjikasee. Das ist ein Transportweg mit einer Länge von 1254 Kilometern. Vom Binnenhafen in dieser Stadt pendeln Fährschiffe zum Hafen von Kalémie im Osten der DRC, der von der SNCC betrieben wird.
Ebenfalls vom tansanischen Hafen Kigoma gelangen per Schiff die für Burundi bestimmten Frachtgüter nach 120 Kilometer Wasserweg in den Hafenort Bujumbura.
Die Frachtverkehr mit Ruanda erfolgt von Tansania aus zunächst auf der Eisenbahnstrecke Daressalam–Mwanza. Nach 982 Kilometern erfolgt im TRL-Trockenhafen von Isaka der Frachtumschlag zwischen Eisenbahn und Kraftfahrzeugen in modernen Logistikanlagen, von wo die Ladungen 500 Kilometer von oder nach Kigali gebracht werden.
Eisenbahntransporte zum nördlich gelegenen Nachbarland Kenia sind möglich. Die Strecke der Tanzania Railways verzweigt sich etwa 60 Kilometer landeinwärts von Daressalam am Knotenpunkt Ruvu, wo ein Zweig der tansanischen Eisenbahn in den nordöstlichen Landesteil führt und in Arusha endet. Vor diesem inländischen Endpunkt gibt es den Abzweig Kahe mit einer Eisenbahnstrecke in das Nachbarland Kenia, die nach dem Grenzübergang Taveta zunächst auf die kenianische Stadt Voi trifft.

### Metrobus
Der Personenhafen ist mit den Stationen Kivukoni, Posta la zamani und Halmashauri ja jiji an das Metrobus System Mwendokasi angeschlossen.

### Straßenverkehr
Westlich des Hafenareals und daran angrenzend verläuft die Nationalstraße T7, die am Dienstsitz der Hafenbehörde von der Einmündung zur Bandari Street und Nelson Mandela Road küstennah in den Süden des Landes führt und in Mingoyo endet.
Die Bandari Street und die sich anschließende Gerezani Street bilden die innerstädtische Verbindung vom Hafeareal zur Nationalstraße T1, die im Stadtbereich Julius K. Nyerere Road heißt. Auf dieser Fernstraße können Güter bis nach Sambia transportiert werden. Die in Morogoro abzweigende T3 verläuft nach Ruanda. Kurz vor der Landesgrenze mit Ruanda zweigt von ihr die T11 ab, die nach Burundi führt.